# Sommer-Paralympics 2008/Teilnehmer (Algerien)
| stlisierte Goldmedaille | stlisierte Silbermedaille | stlisierte Bronzemedaille |
| ----------------------- | ------------------------- | ------------------------- |
| 4                       | 3                         | 8                         |

Algerien nahm mit 34 Athleten an den Sommer-Paralympics 2008 im chinesischen Peking in den Wettbewerben im Judo und in der Leichtathletik teil. Insgesamt verbuchten die algerischen Athleten in diesen zwei Sportarten 15 Medaillen, davon waren vier Gold-, drei Silber- und acht Bronze-Medaillen. Fahnenträger beim Einzug der Mannschaft war der Läufer Mohamed Allek.

## Medaillen

### Medaillenspiegel
| Medaillenspiegel Algerien |                |                              |                           |                           |        |
| Platz                     | Sportart       | Goldmedaille – Olympiasieger | Silbermedaille – 2. Platz | Bronzemedaille – 3. Platz | Gesamt |
| 1                         | Leichtathletik | 2                            | 3                         | 7                         | 12     |
| 2                         | Judo           | 2                            | –                         | 1                         | 3      |
| Total                     | Total          | 4                            | 3                         | 8                         | 15     |

### Medaillengewinner

#### Gold
| Name           | Sportart       | Wettkampf                      |
| -------------- | -------------- | ------------------------------ |
| Sidali Lamri   | Judo           | Männer bis 66 kg               |
| Mouloud Noura  | Judo           | Männer bis 60 kg               |
| Karim Betina   | Leichtathletik | Kugelstoßen (F32) Männer       |
| Kamel Kardjena | Leichtathletik | Kugelstoßen (F33/34/35) Männer |

#### Silber
| Name                  | Sportart       | Wettkampf                      |
| --------------------- | -------------- | ------------------------------ |
| Louadjeda Benoumessad | Leichtathletik | Speerwerfen (F33/34/35) Frauen |
| Sofiane Hamdi         | Leichtathletik | 200 m (T37) Männer             |
| Samir Nouioua         | Leichtathletik | 800 m (T46) Männer             |

#### Bronze
| Name               | Sportart       | Wettkampf                    |
| ------------------ | -------------- | ---------------------------- |
| Zoubida Bouazoug   | Judo           | Frauen über 70 kg            |
| Nadia Medjemedj    | Leichtathletik | Kugelstoßen (F57/58) Frauen  |
| Nadia Medjemedj    | Leichtathletik | Diskuswerfen (F57/58) Frauen |
| Mounir Bakiri      | Leichtathletik | Kugelstoßen (F32) Männer     |
| Hocine Gherzouli   | Leichtathletik | Kugelstoßen (F40) Männer     |
| Sofiane Hamdi      | Leichtathletik | 100 m (T37) Männer           |
| Samir Nouioua      | Leichtathletik | 1500 m (T46) Männer          |
| Zine Eddine Sekhri | Leichtathletik | 800 m (T13) Männer           |

## Teilnehmer nach Sportart

### Judo
Frauen
- Zoubida Bouazoug

über 70 kg: Bronze 
- Mounia Karkar

Männer
- Khalil Guerfa
- Ahmed Kebaili
- Sidali Lamri

bis 66 kg: Gold 
- Messaoud Nine
- Mouloud Noura

bis 60 kg: Gold 

### Leichtathletik
Frauen
- Louadjeda Benoumessad

Speerwerfen (F33/34/35): Silber 
- Safia Djelal
- Nadia Medjemedj

Kugelstoßen (F57/58): Bronze 
Diskuswerfen (F57/58): Bronze 
- Ouassila Oussadit
- Nassima Saifi

Männer
- Mohamed Aissaoui
- Mohamed Allek
- Mounir Bakiri

Kugelstoßen (F32): Bronze 
- Chaouki Benguesmia
- Karim Betina

Kugelstoßen (F32): Gold 
- Mohamed Bouadda
- Hicha Bouhadjera
- Allel Boukhalfa
- Mohamed Boulesnam
- Amar Tarek Boulhbela
- Hocine Gherzouli

Kugelstoßen (F40): Bronze 
- Sofiane Hamdi

200 m (T37): Silber 
100 m (T37): Bronze 
- Khaled Hanani
- Kamel Kardjena

Kugelstoßen (F33/34/35): Gold 
- Nacer-Eddine Kerfas
- Hani Meguellati
- Redouane Merah
- Mvstapha Moussaoui
- Samir Nouioua

800 m (T46): Silber 
1500 m (T46): Bronze 
- Abdenour Rechidi
- Hamza Rehouni
- Zine Eddine Sekhri

800 m (T13): Bronze 